# Волас Стивенс
Волас Стивенс (енгл. Wallace Stevens; Рединг, 2. октобар 1879 — Хартфорд, 2. август 1955) био је амерички песник, модерниста.

## Биографија
Стивенс је рођен у Редингу, Пенсилванија у лутеранској породици. Његов прадеда по мајчиној линији био је религиозни избеглица који се населио се 1709. године у долини Саксвехане.
Син успешног адвоката, Стивенс је похађао Харвард као ванредни студент од 1897. до 1900. године. У том периоду представљен је филозофу Џорџу Сантајани (Jorge Santayana), који је тада живео у Бостону, и чија је књига Тумачење поезије и религије остварила снажан утицај на Стивенса.
Након Харварда Стивенс се преселио у Њујорк где је кратко време радио као новинар и похађао Правни факултет на којем је дипломирао 1903. године.
Приликом посете Редингу 1904. године, упознао је Елси Мол (Elsie Moll, 1886-1963), продавачицу, модискињу и стенографкињу. Након дугог периода удварања, венчали су се 1909. године, упркос противљењу његових родитеља који су је сматрали недовољно образованом особом ниже класе. Њујорк Тајмс (The New York Times) је 2009. године објавио у једном чланку да нико од његове породице није присуствовао венчању, а да је сам Стивенс прекинуо све везе са својом породицом догод му је отац био жив.
Стивенс је, 1913. године, у Њујорку изнајмио стан од вајара Адолфа Вајнмана (Adolph Weinman) који је израдио Елсину бисту. Њен профил је послужио вајару за дизајнирање меркури дајм новчића од десет центи (1916-1945, САД) и највероватније за кованицу од пола долара (1916-1947, САД).
У каснијим годинама Елси Стивенс је почела да показује знаке менталне болести, али то није био једини узрок њиховог удаљавања. Према писању њихових биографа, томе су допринели различити степени образовања па и несразмеран и нескладан физички изглед. Супружници су годинама живели у одвојеним собама, али се никада нису развели. Из тога брака рођена је ћерка Холи Стивенс (1924-1992, Holly Stevens) која је након очеве смрти, 1966. године, приредила очева писма и збирку његових песама.

## Каријера и књижевни рад
Стивенс је радио за неколико адвокатских њујоршких кућа у периоду од 1904. до 1907. године. Од 13. јануара 1908. године постаје адвокат Америчког осигуравајућег друштва, а 1914. године и потпредседник њујоршке подружнице осигуравајуће компаније из Мисурија. Када је подружница укинута Стивенс се 1916. године придружује матичној канцеларији осигуравајуће куће Хартфорд, напушта Њујорк и живи у Хартфорду све до краја живота.
У Хартфорду је завршио и своју прву књигу Хармонијум, коју је објавио релативно касно, у 45-ој години живота. Након добијања Пулицерове награде понуђено му је професорско место на Харварду, али га је Стивенс одбио с обзиром на то да би морао да се одрекне места извршног директора у компанији Хартфорд.
У периоду од 1922. до 1940. године Стивенс је често посећивао Ки Вест на Флориди и то је имало значајан утицај на његову поезију. У писмима својој супрузи говорио је о њему као о рају на земљи. На Ки Весту се сусрео са песником Робертом Фростом са којим је ступио у расправу о поезији, а Фрост је изјавио да је Стивенс био пијан и да се понашао неприхватљиво. Касније, 1940. године, Стивенс и Фрост су се поново срели на Ки Весту и опет је избила расправа због различитих књижевних гледишта. Следеће године, током препирке са Ернестом Хемингвејем (Ernest Hemingway) дошло је до туче, тако да је Стивенс сломио руку ударајући Хемингвеја у лице, а Хемингвеј га је, пак, више пута оборио на плочник. Судећи према писању Стивенсовог биографа Марианија (Paul Mariani), Стивенс се касније извинио Хемингвеју.
Почетком 1947. године постало је очигледно да је Стивенсов најпродуктивнији песнички период прошао. Он је до тог доба, поред Хармонијума (1923), објавио Идеје реда (1936), Совина детелина (1936),Човек с плавом гитаром (1937), Делови (једног) света (1942) и Саобраћај за лето (1947). Онда је приступио писању своје популарне Јесење зоре, објављене 1950. године.
Исте те године Стивенс је добио вести да Сантајана проживљава своје последње дане у дому за пензионере у Риму и у знак поштовања према њему и сећања на своје студентске харвардске дане написао је песму За старог филозофа у Риму.
Збирку Сабране песме објављује 1954. године.
После краће болести Стивенс је преминуо од карцинома дебелог црева 2. августа 1955. године.

## Критичари о Стивенсовој поезији
На прву збирку Стивенсових песама Хармонијум обратили су пажњу његове колеге песници и мали број критичара. Процват књижевне критике његовог песничког дела настао је тек након његове смрти.
Хелен Вендлер (Helen Vendler) написала је две књиге о Стивенсовој поезији – једну о кратким и једну о његовим дужим песмама што указује на то да их она сматра различитим областима књижевног тумачења и критике. Њене студије о дужим песмама сабране су у књизи под насловом На раширеним крилима.
Харолд Блум (Harold Bloom) је истицао да је Стивенс најбољи и најрепрезентативнији амерички песник тог времена те да ниједан западни писац није у тако касној доби показао свој уметнички геније. Био је мишљења, за разлику од других критичара, да Стивенсове Песме нашег поднебља припадају његовим најбољим песмама.
Џон Френк Кермоде (John Frank Kermode), британски књижевни критичар, написао је студију о Воласу Стивенсу 1960. године, назвавши је једноставно Волас Стивенс.
Харолд Блум, Хелен Вендлер и Френк Кермоде су међу критичарима  који су сматрали Стивенса једном од централних фигура америчке модерне поезије 20. века.

## Одјеци у популарној култури
Стивен Кинг (Stephen King) је цитирао Стивенсову песму  Краљ сладоледа  у свом роману Салемово.
Аустралијски музичар Скот Килминстер (Scott Kilminster) је снимио, 1996. године, албум који је назвао Краљ сладоледа, по истоименој Стивенсовој песми.
Један од најпознатијих израелских кантаутора Шломо Арци (Shlomo Artzi) цитира стихове Воласове песме Човек са плавом гитаром у својој песми Романтична прича.
Џејмс Виктор Чеснут (James Victor Ceshnutt), амерички кантаутор из Џорџије, снимио је песму под називом Волас Стивенс, која се односи на Стивенсову песму Тринаест начина за посматрање коса.
Фред Херш (Fred Hersch), познати амерички џез пијаниста и педагог, 1997. године снимио је нумеру за клавир, кларинет и удараљке под називом Тринаест начина истакавши на албуму да је комад инспирисан Воласовом песмом Тринаест начина за посматрање коса.
Ник Кејв (Nick Cave) је цитирао стихове из Стивенсове песме Суви хлеб у својој песми Позивамо аутора.

## Награде
Белинген награда за поезију која се додељује сваке друге године (1949)
Национална књижевна награда за поезију која се додељује годишње (1951 и 1955)
Медаља „Роберт Фрост“ коју додељује Америчко песничко друштво за изузетно животно песничко дело (1951)
Пулицерова награда за Сабране песме (1954)

## Награда "Волас Стивенс"
Ова награда установљена је 1994. године и додељује је Академија америчких песника песницима који су доказали своје изузетно песничко умеће. Награда износи 100.000 америчких долара и додељује се само америчким држављанима. Међу добитницима су и Чарлс Симић (Charles Simic) (2007) и Филип Левин (Philip Levine) (2013).